# Francisco Rubio
Francisco Rubio Diéguez (ur. 7 września 1979 w Meksyku) – meksykański aktor telewizyjny i piosenkarz.

## Filmografia

### telenowele
- 2002–2003: Klasa 406 (Clase 406) jako Carlos Muñoz 'El Caballo'
- 2004–2006: Kobieta, występ w realnym życiu (Mujer, casos de la vida real)
- 2006: Dwie twarze Any (Las dos caras de Ana) jako Vicente Bustamante
- 2008: Róża z Guadalupe (La rosa de Guadalupe) jako Ramiro
- 2008–2009: Przysięgam, że cię kocham (Juro que te amo) jako Claudio Balcázar
- 2009: Nie igraj z aniołem (Cuidado con el ángel) jako Rafael Cimarro